# Escombroidis
Els escombroidis (Scombroidei) és un subordre de peixos teleostis de l'ordre dels perciformes. Inclou molts peixos tan coneguts com la tonyina, el verat, el peix vela i Xiphias gladius.
Inclou les famílies:
- Sphyraenidae
- Gempylidae
- Trichiuridae
- Scombridae
- Xiphiidae
- Istiophoridae